# エウク
エウク（ポーランド語: Ełk、[ɛu̯k] 1939年以前はウェング (Łęg) やウェンク (Łęk) とも）は、ポーランド北東部の町。ドイツ名:リュック（ドイツ語: Lyck [lʏk] ( 音声ファイル)、プロシア語：Luks）。人口6万1677人（2021年）。1999年に行政区画が再編され、スヴァウキ県からヴァルミア・マズールィ県の所属となった。エウク郡の中心地である。
市街は氷河によって形成されたエウク湖に臨み、森に囲まれている。この地方で最大、かつ最も人口密度の高い都市である。広大な森林では狩猟が営まれてきた。

## 歴史

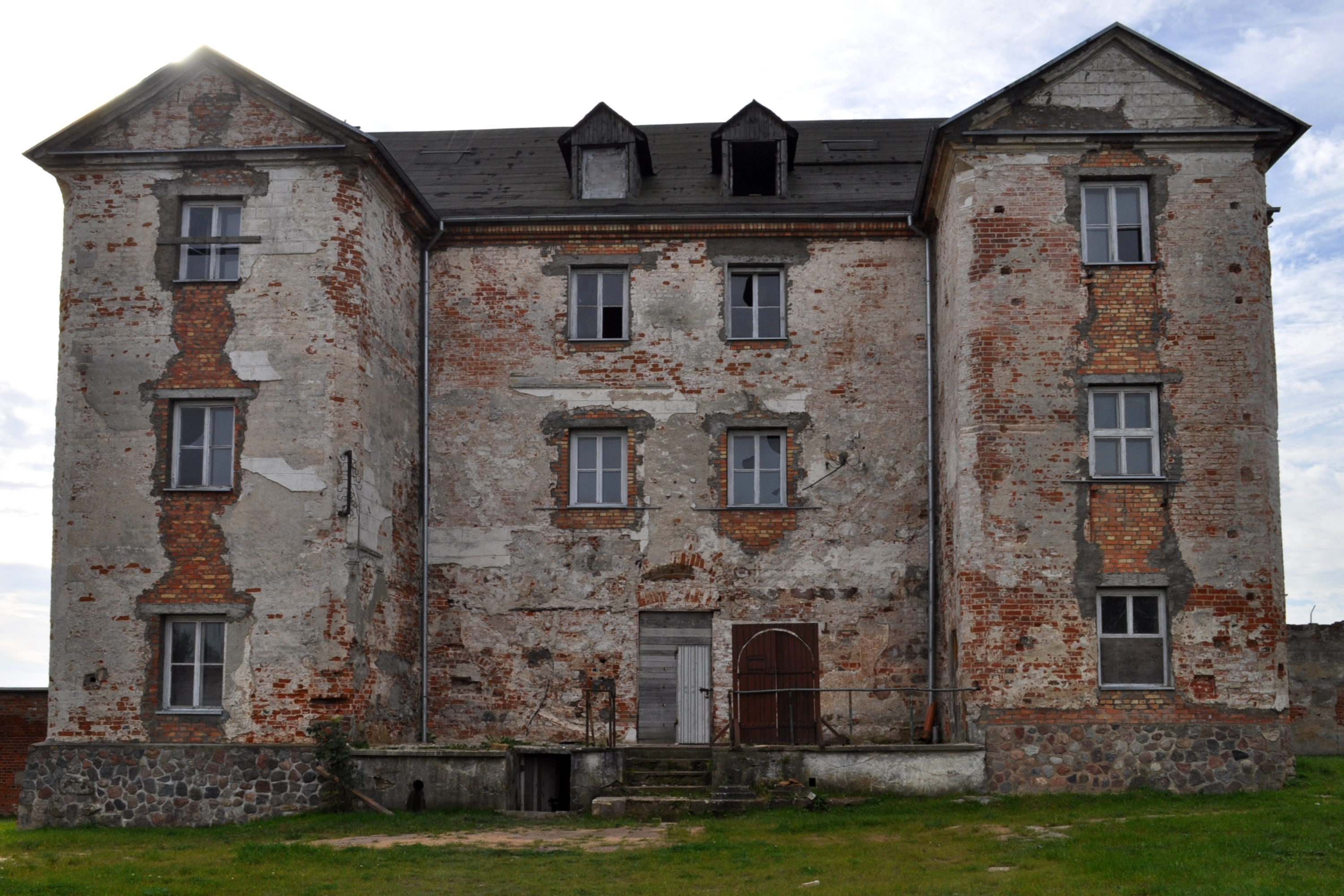
エウクの古城

1283年までに、ポメラニアにおけるヨトヴィンギア人（スドヴィア人）の領袖スコマンド（リトアニア名スカルマンタス）は、この地のチュートン騎士団に降伏した。1323年にこの地方は北部がブランデンブルク管区、この町を含むそれよりも広大な地域がバルガ管区に分けられた。かつてプルーセンの開拓地であったこの町が記録に現れるのは1398年のこと、チュートン騎士団が城を築いたとある。町名の由来はさまざま言われている。ドイツ名の Lyck は、プロシア語の Luks （スイレンを意味する luka から）に由来するとされるが、草地を意味するポーランド語の łęg からきたとの説もある。1445年に町となった。
1537年、プロイセン公アルブレヒトは重大な諸事情でプロシア公領に逃れていたクラクフの印刷工ヤン・マレツキに、印刷所の用地を寄進した。ルーテル派に改宗したマレツキは、マルティン・ルターの「小教理問答書」をポーランド語に翻訳、出版した。1546年に市中に開校したマズーリ地方初の中等教育学校では、ポーランド・リトアニア共和国の貴族だけでなくプロシア公領のドイツ人もポーランド語で教えを受けた。
1709年から1710年に流行した疫病では、1300人が亡くなった。1831年にはコレラが蔓延し、人口の約1割にあたる300人が犠牲となった。1837年に約80人、1852年にも333人が命を落とした。
1825年、リュックにはドイツ人が1748人とポーランド人が1394人いた。19世紀初頭、ティモテウシュ・ギゼヴィウシュが市内にポーランド語学校を開くと、1820年にそこの校長に着任したフリデリク・ティモテウシュ・クリェガーはポーランド人の母語を使用する権利を守ることに尽力した。クリェガーはまた、プロイセン当局のゲルマン化政策に抵抗して、ポーランド語の教育プログラムを作成した。
1840年、ドイツ語の新聞 Lycker gemeinnütziges Unterhaltungsblatt （後の Lycker Zeitung）が創刊された。1842年から1845年にはマズーリ地方の新聞 Przyjaciel Ludu Łecki （ウェック人民の友）が、ゲルマン化に抵抗し、ポーランドの民俗文化を育み、農民を啓蒙することを目的として市内で印刷された。
1845年5月には、地元のポーランド人青年の決起をねらって、カズミェシュ・シュルツが市内のポーランド人の抵抗運動を組織した。
1896年から1902年まで市内で刊行されたポーランド語紙 Gazeta Ludowa は、ヴィエルコポルスカ地方の諸銀行から厚い支援を受けて、マズーリにおけるポーランド国民運動の旗手となったが、まもなくドイツ当局の弾圧と差別の標的となり、廃刊に追い込まれた。1896年に357部あった発行部数は、世紀の変わり目には250部以下に落ち込んだ。ドイツ系アメリカ人の作家リチャード・ブランクは「廃刊は、マズーリにおけるジャーナリズムの橋頭堡を築こうとしたポーランド人ナショナリストの二度目の奮闘をくじくものであった」。

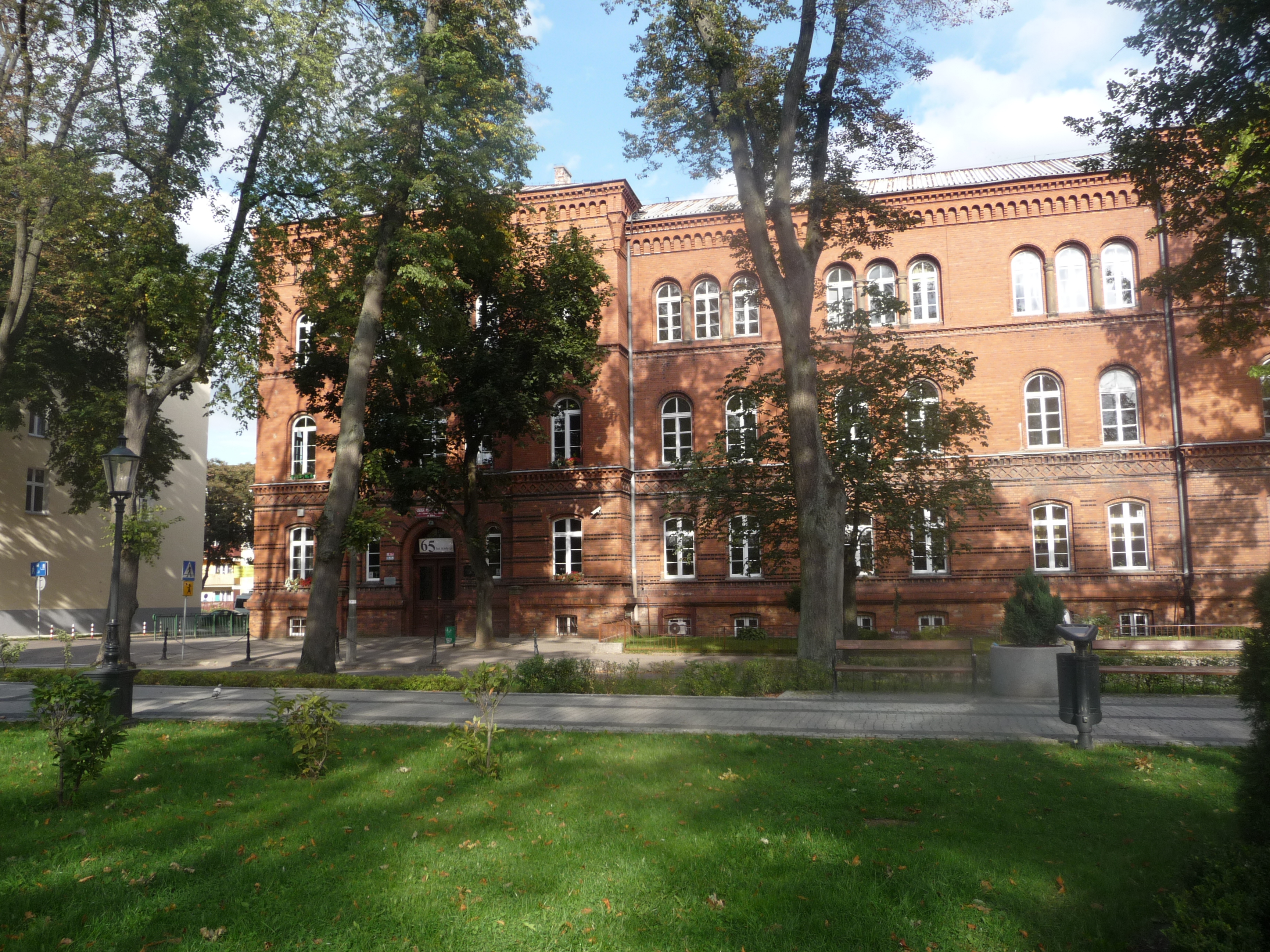
1880年に建てられた裁判所庁舎。現在は小学校

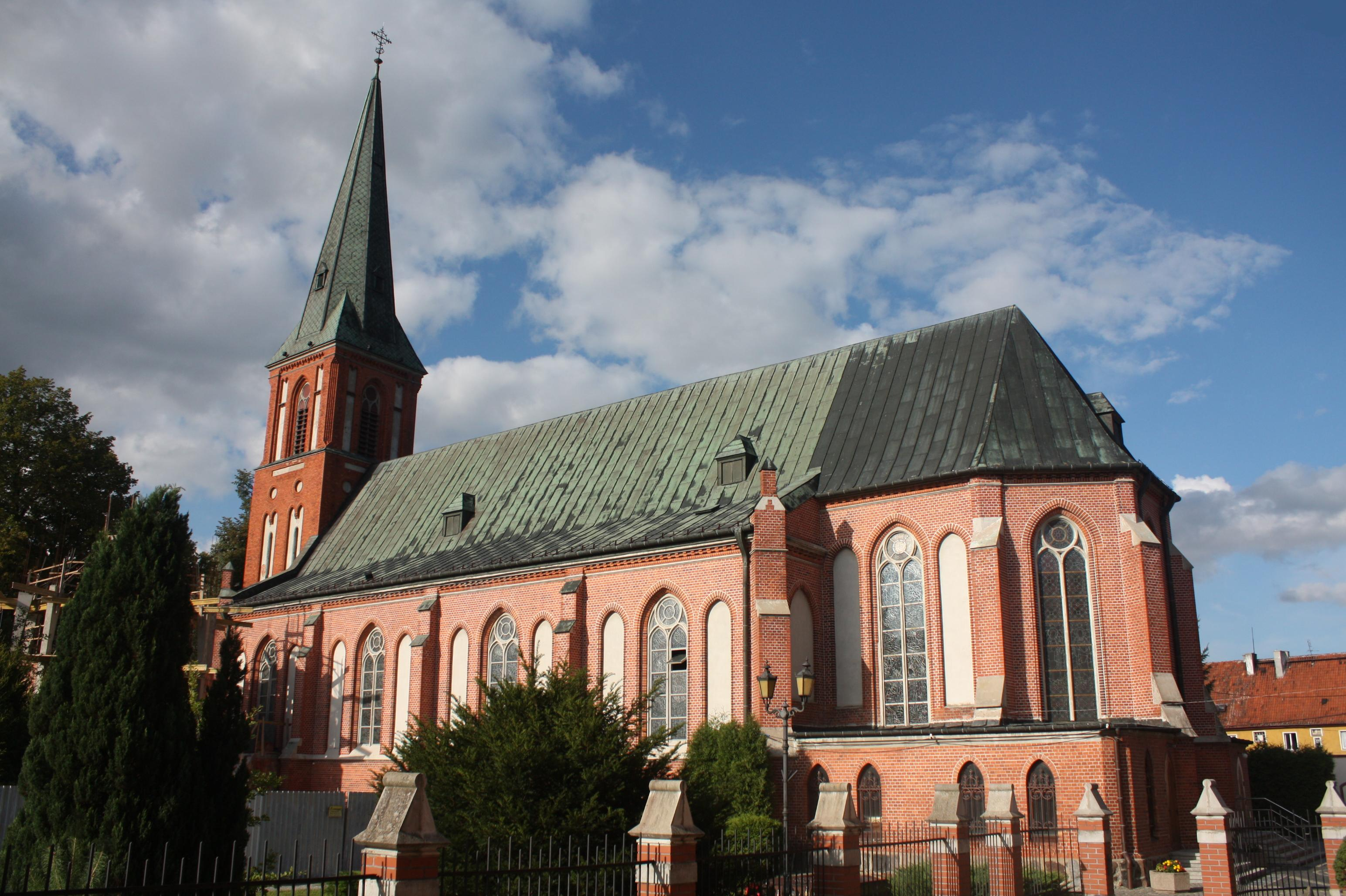
エウク大聖堂。1895年築

ドイツ当局のゲルマン化の強制に対抗すべく、ポーランド人とマズーリ人の活動家は1896年、市内でマズーリ人民党を結成した。市の中心部には今日、同党の共同設立者であるミハウ・カイカをたたえた記念碑がある。結成当初から、党はプロイセン当局の過酷な弾圧と攻撃にさらされた。1898年のドイツ連邦選挙でマズーリ人民党は229票を得たが、1912年には20票に激減した。
1910年、リュックの人口は1万3000人以上にふくらんでいた。マテウシュ・シュフニニスキは1900年時点のポーランド人の比率を35.7%と算出したが、これはドイツの推計をもとにしているため信憑性に疑問が残る。第一次世界大戦でロシア帝国軍がこの地方を攻撃しはじめると、市民の多くが難民となったが、タンネンベルクの戦いとマズーリ湖畔の戦いが終わると帰還した。ヴェルサイユ条約締結後、イギリス軍とイタリア軍の監視下で行われた東プロイセン国民投票では、ドイツ残留が8339票、ポーランド編入が8票であった。
リュックではまた、国際的なユダヤ人ニュース雑誌 Ha-Magid が発刊されていた。ヴァイマル共和国では反ユダヤ感情が広まり、ナチスの権力掌握以前からユダヤ人が迫害の対象となっていた。ファシズムのシンパが集まる場所では、反ユダヤ誌 Die jüdische Überlegenheit （ユダヤの覇権）が配られた。1932年には、地元の薬剤師レオ・フランケンシュタインの自宅に手榴弾が投げ込まれた。1933年にナチスが権力の座につくと、反ユダヤのうねりは激しさを増し、多くの商人やユダヤ系知識人が逮捕された。水晶の夜には、町内でもユダヤ人商店やシナゴーグが襲撃され、荒らされた。この事態に立ち至って、リュックのユダヤ人のなかには避難を決意する者もいた。ある者は外国に、ある者はベルリンに脱出し、ドイツから上海に逃れた者もいた。残ったユダヤ人のうち、80人が各地の強制・絶滅収容所で虐殺された。
第二次世界大戦中、市内にはノルウェー兵とソビエト兵の捕虜収容所が置かれ、激しい爆撃を受けた。赤軍が進駐してきた1945年1月、リュック郡には5万3000人の住民がいた。それからポーランドの施政下に置かれた1945年4月以来、一貫してポーランドの一部をなしている。町は再建され、エウクと改称された（1939年まで、ポーランド名にはその他にウェングやウェンクがあった）。

### 人口の推移
| 年   | 人口   |
| ---- | ------ |
| 1499 | 600    |
| 1600 | 800    |
| 1782 | 2,000  |
| 1831 | 2,945  |
| 1875 | 5,912  |
| 1880 | 6,846  |
| 1890 | 9,981  |
| 1925 | 15,159 |
| 1933 | 15,512 |
| 1939 | 16,243 |
| 2010 | 61,156 |
| 2011 | 59,274 |
| 2021 | 61,677 |

一次資料をもとにしているため、偏見や先入観を含んでいる可能性がある。出典：

## 地区

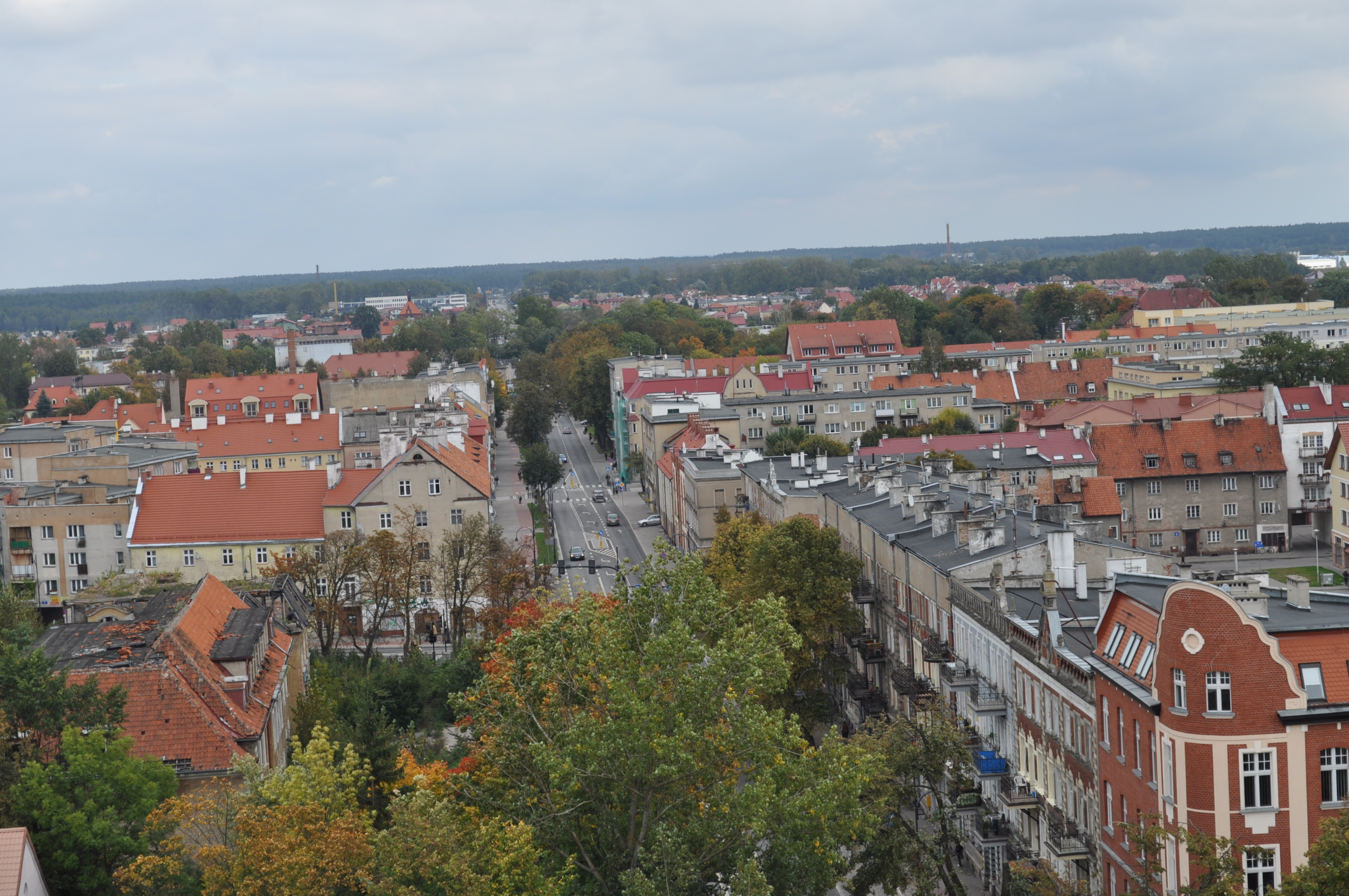
ツェントルム地区

エウク町は、ポーランドでオシェドラ (osiedla) と呼ばれる下記の13地区に分けられる。
- バランキ (Baranki)
- ツェントルム (Centrum)
- イェジオルナ (Jeziorna)
- コニェツキ (Konieczki)
- オシェドレ・ボグダノヴィチャ (Osiedle Bogdanowicza)
- オシェドレ・グルンヴァルドズキェ (Osiedle Grunwaldzkie)
- オシェドレ・コハノフスキェゴ (Osiedle Kochanowskiego)
- オシェドレ・ヴチャソヴェ (Osiedle Wczasowe)
- ポド・ラセム (Pod Lasem)
- プウノツ第一 (Północ I)
- プウノツ第二 (Północ II)
- シバ (Szyba)
- ザトルゼ (Zatorze)

## 宗教

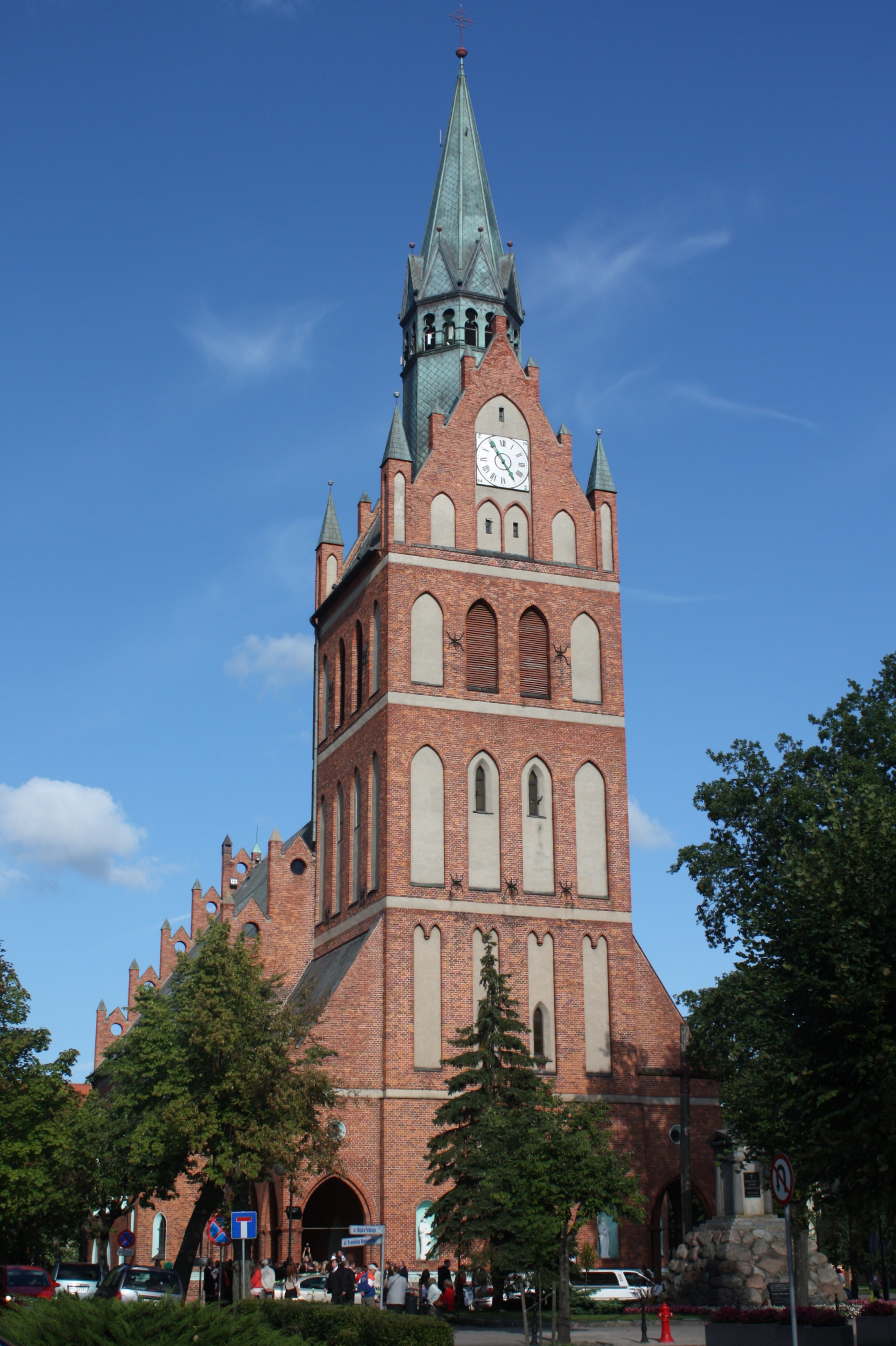
エウクの聖心教会

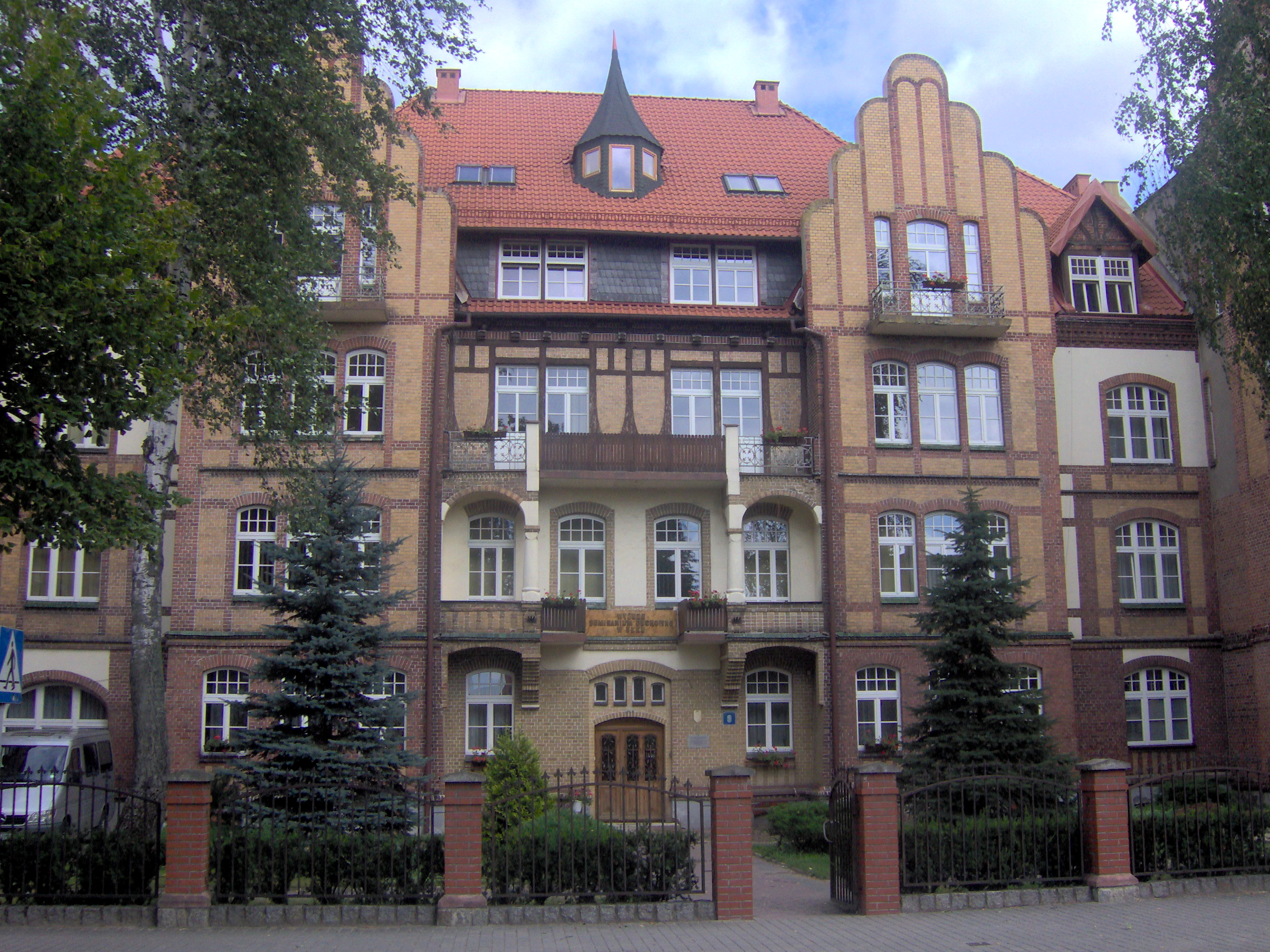
カトリック大神学校

第二次世界大戦前、町とその周辺の大多数（95%以上）はルーテル派であった。戦後、ドイツ人が追放されると、多くのプロテスタントの教会が依然住民の信仰に重要な役割を及ぼしていたが、エウクではローマ・カトリックが中心的になった。プロテスタントにはメソジスト派、バプテスト派、ペンテコステ派（アッセンブリーズ・オブ・ゴッド）、カリスマ運動（信仰のことば運動。エウクの教会はポーランドでも珍しく、女性（テレサ・オドレツカ氏）が牧師である）などがある。カトリック教会でエウクは、イェジ・マズール司祭が管掌するエウク教区の中心地である。

## 紋章
現在のエウクの町章は、ローマ教皇ヨハネ・パウロ2世が訪れた後の1999年に制定された。以前の町章では緑であった地面が黄色になったほか、シカのデザインも変わった。さらに、法王の徽章が加えられた。
1967年まで、ヤーヌス神の双顔をあしらった別の紋章もあったが、その起源は定かでない。

## ゆかりの人物
- テオドール・シモン・フラタウ（1860年 - 1937年） ドイツ人医師
- カロル・バールケ（1868年 - 1935年） ポーランド人活動家、ジャーナリスト、出版者
- オットー・フォン・シュラーダー（1888年 - 1945年） ドイツ人提督
- クルト・シュマンツィク（1923年 - 1983年） ドイツ人物理学者
- ジークフリート・レンツ（1926年 - ） ドイツ人作家。レンツ生まれ。2011年、エウク名誉市民[39]
- クラウス・ゲルヴィーン（1940年 - ） ドイツ人サッカー選手
- レシェク・ブワジニスキ（1949年 - 1992年） ポーランド人ボクサー
- ロマン・チェペ（1956年 - ） ポーランド人政治家
- アンドジェイ・ズグトチニスキ（1958年 - ） ポーランド人サッカー選手
- ツェザリー・ザマナ（1967年 - ） ポーランド人自転車選手
- ミハウ・オルシェフスキ（1977年 - ） ポーランド人作家
- パヴェウ・ソボレフスキ（1979年 - ） ポーランド人サッカー選手

## 歴代町長
- アダム・プザ (1990-1994)
- ズジスワフ・ファドロフスキ (1994-2002)
- ヤヌシュ・ノヴァコフスキ (2002-2006)
- トマシュ・アンドルキェヴィチ (2006-)

## 姉妹都市
- ハーゲン（ドイツ）
- リダ（ベラルーシ）
- ネッテタール（ドイツ）
- ネメンチネ（リトアニア）
- バーリントン（アメリカ合衆国、バーモント州）
- ガラトーネ（イタリア）
- オルバッサーノ（イタリア）
- オジョルスク（ロシア、カリーニングラード州）